# Joods Museum (Praag)
Het Joods Museum (Tsjechisch: Židovské muzeum) in de Tsjechische hoofdstad Praag is gesticht in 1906. Het museum is verdeeld over verschillende locaties, waaronder de Maiselsynagoge, de Pinkassynagoge, de Spaanse Synagoge en de Oude Joodse Begraafplaats.
Het oorspronkelijke doel van het museum was het bewaren van de waardevolle voorwerpen uit de Praagse synagoges die gesloopt waren tijdens de reconstructie van de joodse wijk Josefov aan het begin van de 20e eeuw. Op 15 maart 1939, aan het begin van de Tweede Wereldoorlog, werd het museum gesloten nadat de nazi's Praag hadden bezet. In 1942 stichtte de bezetter op dezelfde locatie het Centrale Joodse Museum. Alle waardevolle voorwerpen van alle opgeheven joodse gemeenschappen in Bohemen en Moravië werden naar het museum gebracht. Na de oorlog werd het museum onderdeel van de Raad van Joodse Gemeenschappen in Tsjechoslowakije. In 1950 werd de staat Tsjecho-Slowakije echter eigenaar van het museum. De val van het communistische regime in 1989 zorgde ervoor dat de gebouwen weer eigendom konden worden van de joodse gemeenschap en de collecties van de Raad van Joodse Gemeenschappen in Tsjechië. Dit gebeurde uiteindelijk op 1 oktober 1994.